# Legiony Wschodnie
Legiony Wschodnie (niem. Ostlegionen albo Legionen der Ostvölker) – ochotnicze kolaboracyjne formacje zbrojne złożone z żołnierzy z narodów nierosyjskich ZSRR pochodzących z Kaukazu i Azji Środkowej w niemieckiej armii podczas II wojny światowej.

## Geneza

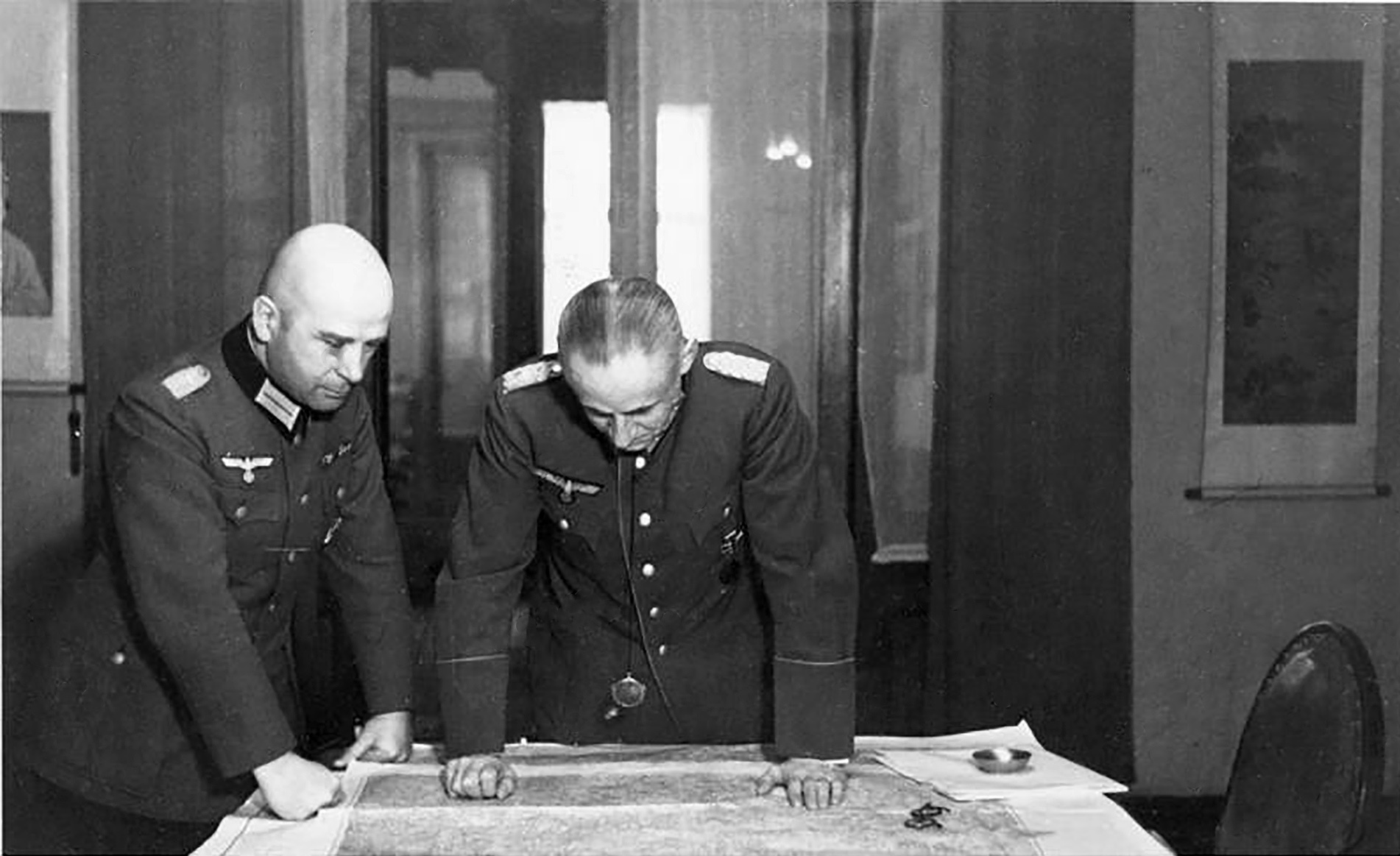
Ernst Köstring (z prawej)

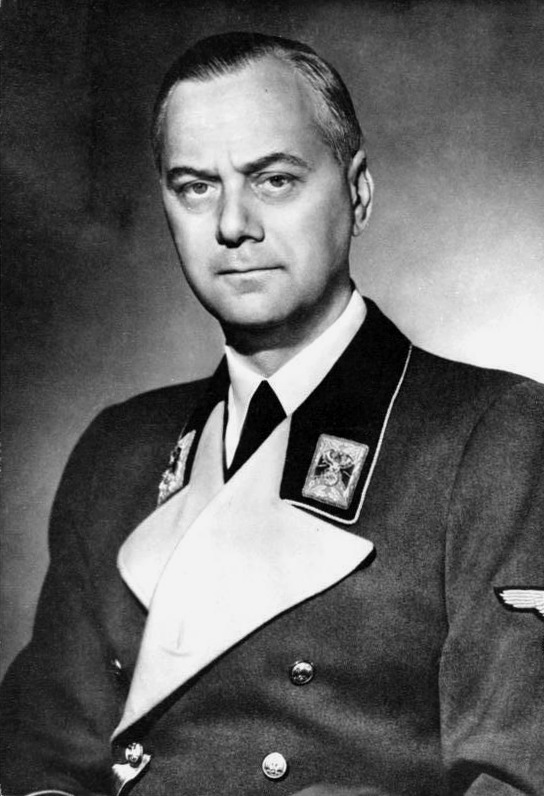
Alfred Rosenberg

Pierwsze próby utworzenia formacji zbrojnych u boku armii niemieckiej pojawiły się krótko po ataku Niemców na ZSRR 22 czerwca 1941. W październiku południowy odcinek frontu wschodniego wizytowali 2 wyżsi wojskowi tureccy: gen. Ali Fuat Erden, komendant Akademii Wojskowej w Ankarze i gen. Hüseyin Hüsnü Emir Erkilet, będący nieoficjalnym przedstawicielem turkiestańsko-tatarskich środowisk emigracyjnych w Turcji. Pod ich wpływem uformowały się w Niemczech polityczne przedstawicielstwa Tatarów nadwołżańskich i Turkmenów. Początkowo prowadziły one rekrutację do oddziałów miejscowej samoobrony. Podobne działania podjęli działacze emigracyjni pochodzący z Kaukazu. Kontakty z niemieckim Ministerstwem Spraw Zagranicznych i Abwehrą nawiązali przedstawiciele ormiańskich dasznaków, azerskich musawatystów, Gruzinów i górali kaukaskich.
Według koncepcji głównego ideologa hitlerowskiego Alfreda Rosenberga Legiony Wschodnie miały się składać jedynie z ochotników spośród narodów nierosyjskich ZSRR. Decyzją Adolfa Hitlera ich skład narodowościowy został ograniczony do przedstawicieli narodów żyjących daleko od przewidywanej granicy Wielkiej Rzeszy. Porażka wojsk niemieckich pod Moskwą zimą 1941, co przekreślało plany szybkiego pobicia Armii Czerwonej, przyśpieszyła wprowadzenie w życie decyzji dotyczących utworzenia Legionów Wschodnich. 30 grudnia 1941 do Naczelnego Dowództwa Wehrmachtu (Oberkommando der Wehrmacht) trafiło ściśle tajne memorandum, na podstawie którego miano sformować pierwsze Ostlegiony. Odpowiedzialnym za to był generał formacji wschodnich w Dowództwie Wojsk Lądowych (OKH), czyli gen. Ernst Köstring.

## Legiony Wschodnie
Formowanie Legionów Wschodnich rozpoczęło się już wiosną 1942. Odbywało się niemal równocześnie na obszarze Generalnym Gubernatorstwie (GG) i okupowanej Ukrainy.

Emblematy Legionów
Azerbejdżańskiego
Gruzińskiego
Turkiestańskiego
Armeńskiego
Północnokaukaskiego
Kozaków Nadwołżańskich
1-ej Kozackiej Dywizji Kawalerii
Ukraińskiej Armii Wyzwoleńczej
Rosyjskiej Armii Wyzwoleńczej
Rosyjskej Wyzwoleńczej Armii Ludowej

## Legiony Wschodnie w Generalnym Gubernatorstwie

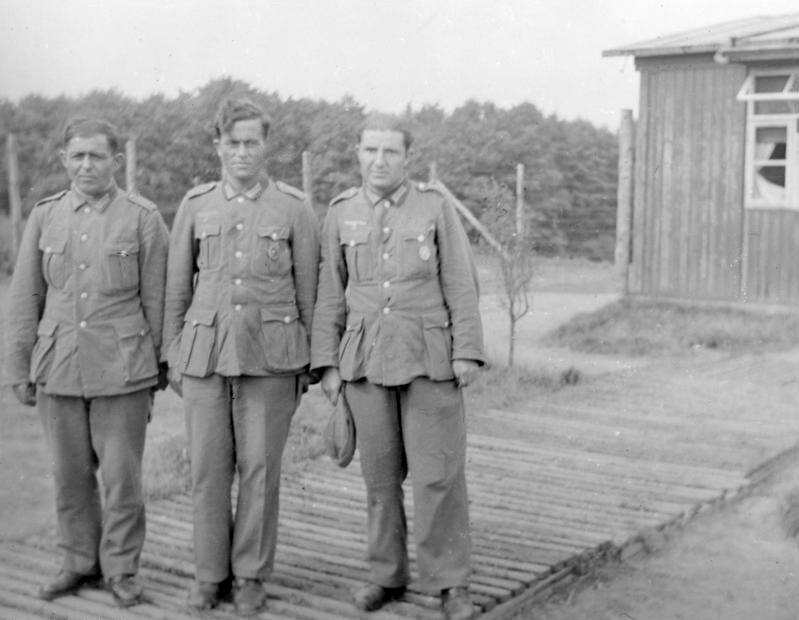
Ochotnicy ormiańscy

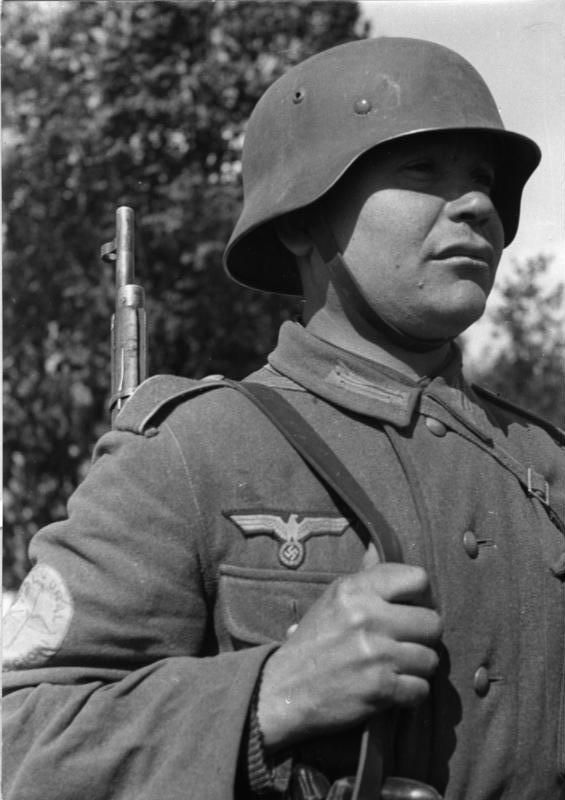
Tatar nadwołżański w mundurze Wehrmachtu

11 lutego 1942 r. niemiecki dowódca wojskowy w GG (Militärbefehlshaber in Generalgouvernement) wydał rozkaz dotyczący tworzenia legionów wschodnich, który 19 lutego został potwierdzony przez Naczelne Dowództwo Wojsk Lądowych (Oberkommando der Heeres). 18 lutego powstał sztab formowania legionów. Ich zaczątkiem była specjalna formacja Abwehry pod nazwą Abwehr Unternehmen Tiger B, utworzona jesienią 1941. Składała się ona z jednej kompanii azerskiej (lub tatarskiej) i sześciu turkiestańskich.
Poprzez ich rozbudowę o b. jeńców wojennych z Armii Czerwonej, a następnie podział według narodowości, sformowano dowództwo Legionu Turkiestańsko-Kaukasko-Muzułmańskiego z siedzibą w Legionowie. Składał się z trzech batalionów. Na jego czele stanął mjr Andreas Mayer-Mader. 24 marca Legion podzielono na:
- Legion Turkiestański (Turkistanische Legion) pod dowództwem mjr. A. Mayera-Madera
- i Legion Kaukasko-Muzułmański (Kaukasisch-Mohammedanische Legion) przemianowany wkrótce na Legion Azerbejdżański (Aserbeidschanische Legion), przeniesiony do Jedlni, którego dowódcą został mjr dr Wilhelm Riedel.

Legion Turkiestański, który pozostał w Legionowie, miał trzy bataliony (450, 452 i 453), zwiększone następnie do czternastu, zaś Legion Azerbejdżański – cztery. W międzyczasie sformowano 2 Batalion Szkolny.
Do sierpnia utworzono kolejne formacje:
- 5-batalionowy Legion Gruziński (Georgische Legion) w Kruszynie pod dowództwem kpt. Wilhelma Housselle,
- 4-batalionowy Legion Północnokaukaski (Nordkaukasische Legion) w Wesołej, dowodzony przez mjr. W. Riedela,
- 3-batalionowy Legion Armeński (Armenische Legion) w Puławach, na czele którego stał kpt. Kucera
- i Legion Tatarów Nadwołżańskich (Wolgatartarische Legion) w Jedlni pod dowództwem mjr. Oskara von Seckendorfa.

Szkoliły się one w centralnej części okupowanej Polski – na poligonach w Zielonce, Wesołej, Paprotni, Kruszynie, Jedlni i Puławach.
Część żołnierzy Legionów Wschodnich po złożeniu przysięgi skierowano do szkoły policji bezpieczeństwa (Sipo) i służby bezpieczeństwa dla członków Ostlegionów, mieszczącej się na obszarze obozu Jabłonna-Legionowo. Szkolili się w zakresie prowadzenia działalności wywiadowczej głównie wśród własnych towarzyszy broni, a także na zapleczu frontu wschodniego. 21 czerwca dowódca wojskowy w GG przydzielił numery porządkowe dla batalionów Legionów. Bataliony Legionu Turkiestańskiego otrzymały numery 781-794, Legionu Gruzińskiego – 795-799, Legionu Północnokaukaskiego – 800-803, Legionu Azerbejdżańskiego – 804-807, zaś Legionu Armeńskiego – 808-810.
Formowanie batalionów pierwszego rzutu zakończono do grudnia 1942. W okresie od stycznia do czerwca 1943 utworzono kolejne trzydzieści batalionów, w tym 4 turkmeńskie (811, 839-841), 3 gruzińskie (822-824), 5 azerbejdżańskich (817-821), 5 armeńskich (812-816), 4 północnokaukaskie (835-838) i 10 Tatarów nadwołżańskich (825-834). Ogółem Niemcy sformowali w ramach Legionów Wschodnich 64 bataliony, w tym 21 turkmeńskich, 8 gruzińskich, 8 północnokaukaskich, 9 azerbejdżańskich, 8 armeńskich i 10 Tatarów nadwołżańskich.
| Legion                 | 1. fala (jesień 1942) | 2. fala (wiosna 1943) | 3. fala (jesień 1943) | Razem |
| ---------------------- | --------------------- | --------------------- | --------------------- | ----- |
| Turkiestański          | 6                     | 5                     | 3                     | 14    |
| Azerbejdżański         | 2                     | 4                     | 2                     | 8     |
| Północnokaukaski       | 3                     | 1                     | 3                     | 7     |
| Gruziński              | 2                     | 4                     | 2                     | 8     |
| Armeński               | 2                     | 4                     | 3                     | 9     |
| Tatarów Nadwołżańskich | 0                     | 3                     | 4                     | 7     |
|                        | 15                    | 21                    | 17                    | 53    |

Większość batalionów została wysłanych na zaplecze frontu wschodniego, gdzie służyły do celów propagandowych oraz zwalczały partyzantów. Rola propagandowa zaznaczyła się zwłaszcza latem i jesienią 1942, kiedy wojska niemieckie zajęły część Kaukazu. Spośród legionistów wydzielono też grupę ponad 45 żołnierzy (Gruzinów, Osetyjczyków, Dagestańczyków), którzy pełnili funkcje przewodników górskich dla oddziałów niemieckich. Prowadzili ponadto agitację antykomunistyczną wśród swoich rodaków. Bataliony Ostlegionów na tyłach frontu wschodniego stanowiły poważne wzmocnienie hitlerowskich sił okupacyjnych. Brały udział w operacjach przeciwpartyzanckich i pacyfikacjach wsi, ochraniały szlaki komunikacyjne, pełniły straż w obozach jenieckich. Zastępowały również oddziały niemieckie jako bataliony dyspozycyjne komendantur polowych, a przydzielane okresowo do Sztabu Dowodzenia Kolumnami Transportowymi w Okręgu Wojskowym GG, używane były do ochrony transportów wojskowych przejeżdżających przez okupowane ziemie polskie.
25 września 1943 Naczelne Dowództwo Wojsk Lądowych (Oberkommando des Heeres) postanowiło przerzucić bataliony Legionów Wschodnich na Zachód. 10 października operacja otrzymała kryptonim „Aktion Panther”. Większość batalionów przerzucono na obszar okupowanej Francji, resztę rozmieszczono od okupowanej Grecji do Holandii i Danii, z wyłączeniem terytorium Rzeszy, gdzie nie mogły stacjonować jednostki wschodnie. Bataliony – po uzupełnieniu ich stanów etatowych – włączono w skład niemieckich jednostek, jako organiczne bataliony pułków i dywizji, na miejsce oddziałów niemieckich, które zostały wysłane na front wschodni. Ogółem na Zachód trafiły 33 bataliony polowe Ostlegionów, nie licząc zapasowych i szkolnych. Na mocy rozkazu z 2 października przetransportowano tam także dowództwa i sztaby Legionów. Przy Dowódcy Wojskowym w GG pozostał jedynie sztab likwidacyjny, na czele którego stał dotychczasowy dowódca Legionu Turkiestańskiego płk Moller. Działał on do jesieni 1944.
Dowództwo Legionów Wschodnich, stacjonujące kolejno w Millau, Lyonie i St. Cyr, zostało 1 lutego 1944 przekształcone w sztab Ochotniczej Dywizji Kadrowej (Freiwilligen-Stamm-Division). Na bazie poszczególnych Ostlegionów sformowano dwa pułki: 1 ochotniczy pułk kadrowy (Legiony: Turkiestański, Azerbejdżański i Północnokaukaski) i 2 ochotniczy pułk kadrowy (Legiony: Gruziński, Armeński i Tatarów nadwołżańskich). Pozostałe pułki Dywizji utworzono z innych jednostek wschodnich.

### Organizacja
Legion nie był samodzielną formacją taktyczną, lecz jedynie ośrodkiem szkoleniowo-organizacyjnym i uzupełniającym dla wchodzących w jego skład poszczególnych batalionów narodowych. Każdy Legion składał się z dowództwa wraz z kompanią sztabową, batalionów polowych oraz batalionu kadrowego z kadrą oficerską niemiecką i „wschodnią”. Dowódcą formacji był zawsze oficer niemiecki. Oficerowie cudzoziemscy służyli w dowództwach Legionów jako kadra szkoląca żołnierzy pod względem politycznym i ideologicznym. Pełnili też funkcje tzw. „inspektorów wyszkolenia”, niemających jednak żadnego wpływu na szkolenie bojowe. Niemcy honorowali w ten sposób wyższych oficerów cudzoziemskich. W niektórych przypadkach dowodzili oni co najwyżej pododdziałami w składzie kompanii lub batalionów. Legioniści przeszkoleni wojskowo tworzyli również bataliony marszowe, które uzupełniały bataliony polowe znajdujące się na zapleczu frontu.
Początkowo żołnierze Legionów Wschodnich nosili głównie mundurów Armii Czerwonej z odprutymi odznakami. W późniejszym okresie dostali mundury niemieckie Wehrmachtu z dystynkcjami i innymi odznakami wprowadzonymi w 1942. Były to specjalne odznaki stopni noszone na kołnierzu i naramiennikach. Środek dystynkcji był w kolorze czerwonym lub kolorze kołnierza. Wokół dystynkcji wprowadzono wypustkę w różnych kolorach odmiennych dla każdego Legionu: Turkmeńskiego – błękitną, Azerbejdżańskiego – jasnozieloną, Gruzińskiego – zieloną, Armeńskiego – złotożółtą i Północnokaukaskiego – brązową. Nad prawą górną kieszenią bluzy munduru nosili – zamiast standardowego orła ze swastyką – specjalną odznakę w formie szarego rombu ze swastyką w środku. Z obu stron rombu znajdowały się 3 poziome paski. Od 29 kwietnia 1943 r. zastąpiono ją orłem Wehrmachtu. Ponadto patki munduru legioniści (poza Turkmenami) mieli wyszywane czerwoną nicią, a nie srebrną, zaś na czapkach nosili kokardę w kształcie owalu w kolorze ciemnozielonym, przez środek którego biegła pionowa czerwona belka.
Oprócz specjalnych odznak na kołnierzach i czapkach żołnierze Ostlegionów używali zazwyczaj na prawym ramieniu munduru tarczy z barwami i nazwą kraju pochodzenia; Legionu Turkiestańskiego – błękitną z czarnym łukiem i strzałą, skierowanym do lewego górnego rogu tarczy, z napisem TURKISTAN, Legionu Tatarów nadwołżańskich – błękitną z czerwonym symbolem w kształcie litery „n” (dla muzułmanów) i błękitną z czerwonym kwiatem maku skrzyżowanym z żółtym kłosem zbóż (dla chrześcijan) z napisem IDEL-URAL, Legionu Gruzińskiego – brązowo-czerwoną z czarno-białą lewą górną ćwiartką tarczy z napisem GEORGIEN, Legionu Armeńskiego – z poziomymi pasami czerwonym, błękitnym i żółtym z napisem ARMENIEN, Legion Północnokaukaski – podzieloną na 2 części: większą dolną w kolorze czerwonym i górną zieloną z półksiężycem i 7 gwiazdami z napisem NORDKAUKASUS, Legionu Azerbejdżańskiego – z poziomymi pasami niebieskim, czerwonym i niebieskim, z półksiężycem i pięcioramienną gwiazdą na środkowym pasie z napisem ASERBAIDSCHAN.

### Legiony Wschodnie na Ukrainie
Ostlegiony były także formowane na obszarze okupowanej Ukrainy. W maju 1942 utworzono w Łubniach, przeniesiony następnie do Mirgorodu, sztab 162 Turkiestańskiej Dywizji Piechoty, na czele którego stanął prof. płk Oskar von Niedermayer. Pełnił on rolę sztabu założycielskiego dla formowania Legionów Wschodnich (Aufstellungsstab). Służyli w nim niemieccy oficerowie znający języki kaukaskie i dialekty turkmeńskie oraz język rosyjski. Legiony Wschodnie były formowane spośród jeńców wojennych osadzonych według narodowości w 5 obozach: Mirgorodzie (Górale Kaukascy), Hadziaczu (Gruzini), Łochwicy (Ormianie), Romnach (mieszkańcy Azji Środkowej) i Pryłukach (Azerowie). Do batalionów polowych wcielano tylko jeńców, którzy nie ukończyli 28 lat, osoby do 37 lat trafiały do oddziałów roboczych, zaś starszych wybierano jedynie na oficerów i podoficerów.
Jako pierwszy utworzono 14 czerwca 1942 w Hadziaczu Legion Gruziński, którego dowódcą został ppłk Ristow. Do końca roku sformowano jego sześć batalionów szkolnych, przekształconych następnie w bataliony polowe. W tym samym czasie powstał Legion Północnokaukaski pod dowództwem kpt. Wilhelma Olbrichta, grupujący m.in. Abchazów, Adygejczyków, Czerkiesów, Kabardyjczyków, Bałkarów, Karaczajów, Czeczeńców, Inguszy, Kumyków, Nogajów, Dagestańczyków, Awarów, północnych Osetyjczyków. 18 czerwca sformowano Legion Turkiestański dowodzony przez mjr. Petera Eberla, w skład którego wchodzili oprócz Turkmenów, Uzbecy, Karakałpacy, Kazachowie, Kirgizi, Tadżycy. W obu jednostkach istniało łącznie dziewiętnaście batalionów. 16 sierpnia Legion Północnokaukaski został przemianowany na Legion Turkmeński nr 2, a jego bataliony nosiły nazwę Turkvolkische Feld Bataillonen. W składzie Legionu Azerbejdżańskiego pod dowództwem mjr. Hoefera wchodziło siedem batalionów. Legion Armeński, utworzony 24 czerwca, na czele z mjr. Walterem Engholmem, miał cztery bataliony. Ogółem powstało 37 batalionów polowych i 2-kompanijne północnokaukaskie półbataliony.
Wśród żołnierzy Legionów Wschodnich na Ukrainie szybko pojawiły się dezercje. Były one spowodowane pogarszającymi się nastrojami miejscowej ludności ukraińskiej i silną propagandą sowiecką prowadzoną w obozach szkolnych i zbiorczych. Ponadto ranni lub chorzy legioniści – po przeniesieniu do niemieckich szpitali polowych – ponownie uzyskiwali status jeńców wojennych. Niemcy podjęli stanowcze przeciwdziałanie. Poza doraźnymi krokami postanowili też przenieść Ostlegiony na inny teren i przekształcić je w jednostkę liniową. W lutym 1943 zostały one przetransportowane na poligon w Neuhammer na Śląsku. Część legionistów trafiła do Legionów Wschodnich formowanych na obszarze Generalnego Gubernatorstwa. 18 kwietnia rozpoczęto tworzyć 162 Turkiestańską DP. Z 2 Legionu Turkiestańskiego i części Legionu Gruzińskiego sformowano 303 pułk piechoty, z Legionu Azerbejdżańskiego – 314 pp, zaś z 1 Legionu Turkiestańskiego – 236 pułk artylerii, 162 batalion piechoty i inne pododdziały dywizyjne.

### Organizacja
Dowództwu każdego Ostlegionu podlegały – oprócz batalionów polowych – szkoła podoficerska, batalion zapasowy i kompania budowlana. Natomiast sztab 162 Turkiestańskiej DP sprawował zwierzchnictwo nad szkołą oficerską i turkmeńską kompanią sztabową. W Zasławiu powstała szkoła Legionów Wschodnich, kształcącą kadry dowódcze spośród b. oficerów i podoficerów Armii Czerwonej. Do 2 grudnia 1943 kształciła ona także młodszych oficerów i podoficerów. Od końca sierpnia 1942 do Ostlegionów wprowadzono mułłów dla żołnierzy-muzułmanów i zwolniono ich od służby w okresie świąt islamskich (nie obowiązywało to w strefie frontowej). Niemiecką kadrę dowódczą Legionów Wschodnich (tzw. Rahmenpersonal) stanowili oficerowie i podoficerowie wydzieleni z niemieckich dywizji, do wzmocnienia których przeznaczone były bataliony. Początkowo bataliony oznaczone były rzymskim numerem (numer kolejny batalionu w legionie) i arabskim numerem (numer dywizji). Później otrzymały one kolejne numery i oznaczenia od rodzaju ich jednostek docelowych, czyli geb. od gebirgs (górski), czy jg. od jaeger (strzelecki).

## Komitety narodowe
Formowanie Legionów Wschodnich związane było z działalnością tzw. komitetów narodowych, grupujących emigracyjnych działaczy Tatarów nadwołżańskich, Gruzinów, Azerów, Ormian, Górali Kaukaskich, mieszkańców Azji Środkowej. W 1943 powstał Komitet Narodowy Północnego Kaukazu pod przewodnictwem Vassana Gireja Cabağı, Azerbejdżański Komitet Narodowy kierowany przez płk. Mahomeda Nabi-ogły Israfiłowa, a następnie mjr. Abdurahmana Ali oglu Fatalibejli-Dudaginskiego, Gruziński Komitet Narodowy, na czele którego stał książę Irakli Bagration-Muchraneli, a następnie książę Czawczewadze oraz Armeński Komitet Narodowy pod kierunkiem mjr. Vardisa Sarkisjana, a po nim Armik Dżamalian. Prowadziły one wśród żołnierzy Ostlegionów działalność propagandową w duchu proniemieckim i antykomunistycznym, oświatową (różne kursy i szkolenia), kulturalną i publikacyjną, wydając narodowe gazety i różne publikacje.